# Митчел, Джон
Джон Ми́тчел (англ. John Mitchel, ирл. Seán Mistéal; 3 ноября 1815, Дангивен, графство Лондондерри — 20 марта 1875, Ньюри, графство Даун) —  ирландский политический деятель, националист, участник освободительного движения.

## Биография
Родился в семье пресвитерианцев. Получив юридическое образование, работал солиситором. Был сторонником радикальных средств борьбы за независимость Ирландии. Среди его политических тезисов значилась передача земель лендлордов безземельным крестьянам. Тесно сотрудничал с чартистами, испытал влияние утопического социализма. Вместе с тем, был сторонником консервативного мыслителя Томаса Карлейля и разделял с тем оппозицию эмансипации евреев и освобождению африканских рабов.
Вошёл в Ассоциацию отзыва (унии) (англ. Repeal Association) Даниела О’Коннелла и патриотическое движение «Молодая Ирландия», стал сотрудником журнала последней «Nation». Впрочем, недовольный осторожной политикой О’Коннелла, Митчел в 1846 году способствовал разрыву с тем своих единомышленников и затем основал в 1847 году организацию «Ирландская конфедерация» и в 1848 году более радикальную газету «United Irishman», сыгравшие заметную роль в сплочении ирландских революционных сил.
На фоне «Великого голода» и вывоза сельскохозяйственной продукции из Ирландии возросло движение за независимость, и ирландцы стали готовить восстание, одним из руководителей которого должен был стать Митчел. Но накануне этого события, в мае 1848 года, он был арестован и за поддержку программы сопротивления Джеймса Финтана Лалора приговорён к каторжной ссылке в колонии Австралия (на Тасманию) на 14 лет. 
В 1853 году ему удалось бежать в США, где он издал свои тюремные мемуары («Jail Journal, or Five Years in British Prisons», Нью-Йорк, 1854) продолжил журналистско-литературную деятельность (как соучредитель «Irish Citizen» и сотрудник других изданий, включая «New York Daily News») и участие в ирландском движении, а также принял участие в Гражданской войне на стороне южан-рабовладельцев. Это вызвало серьёзные расхождения с большинством ирландских республиканцев в США.

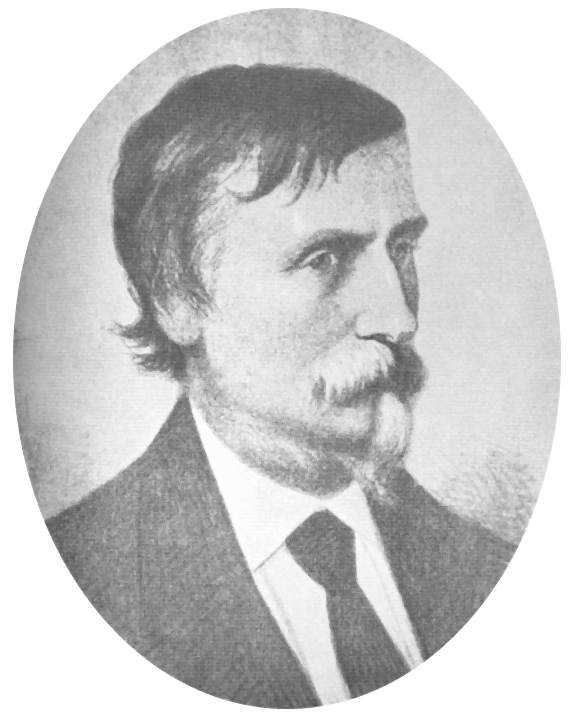
Последний портрет Митчела (1875)

В последние годы жизни совершал в пропагандистских целях поездки на родину, где в 1874 году его приветствовала десятитысячная процессия. В 1875 году, примкнув к умеренной группе националистов, дважды избирался в британский парламент от округа Типперари с программой ирландского самоуправления (хоумруля), защиты прав арендаторов и бесплатного образования. Избрание, по предложению Бенджамина Дизраэли, было признано недействительным, так как Митчел не отбыл всего срока наказания и не был помилован королевой; он тотчас же был переизбран, но, не успев вступить в парламент, умер.
Работами по истории Ирландии («Last Conquest of Ireland», «History of Ireland») внёс вклад в развитие демократического направления в ирландской историографии.

## Произведения
- The Life and Times of Hugh O'Neill, James Duffy, 1845
- 1641: A Reply to the Falsification of History by James Anthony Froude, Entitled 'The English in Ireland', Cameron & Ferguson, Glasgow, 1847?.
- Jail Journal, or, Five Years in British Prisons, Office of the "Citizen", New York, 1854
- Poems of James Clarence Mangan (Introduction), P. M. Haverty, New York, 1859
- An Apology for the British Government in Ireland, Irish National Publishing Association, 1860
- The History of Ireland, from the Treaty of Limerick to the Present Time, Cameron & Ferguson, Glasgow, 1864
- The Poems of Thomas Davis (Introduction), D. & J. Sadlier & Co., New York, 1866
- The Last Conquest of Ireland (Perhaps), Lynch, Cole & Meehan 1873 (originally appeared in the Southern Citizen, 1858)
- The Crusade of the Period, Lynch, Cole & Meehan 1873

## Биографии Митчела

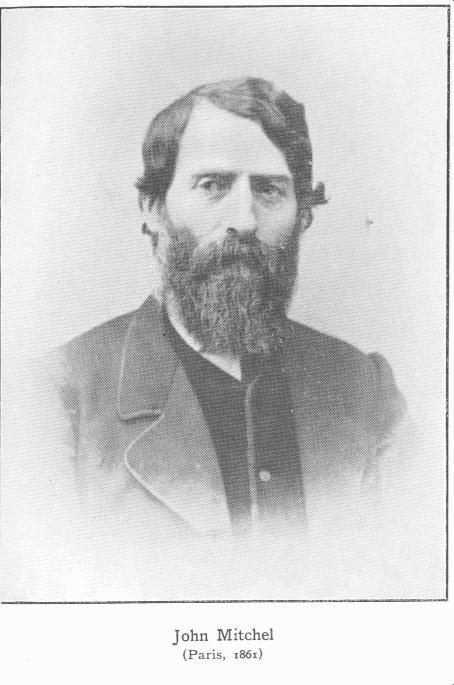
Джон Митчел в Париже, 1861

- The life of John Mitchel, William Dillon, (London, 1888) 2 Vols.
- Life of John Mitchel, P.A. Sillard, James Duffy and Co., Ltd 1908
- John Mitchel: An Appreciation, P.S. O'Hegarty, Maunsel & Company, Ltd 1917
- Mitchel's Election a National Triumph, Charles J. Rosebault, J. Duffy, 1917
- Irish Mitchel, Seamus MacCall, Thomas Nelson and Sons Ltd 1938
- John Mitchel: First Felon for Ireland, Edited By Brian O'Higgins, Brian O'Higgins 1947
- John Mitchel Noted Irish Lives, Louis J. Walsh, The Talbot Press Ltd 1934
- John Mitchel, Ó Cathaoir, Brendan (Clódhanna Teoranta, Dublin, 1978)
- John Mitchel, A Cause Too Many, Aidan Hegarty, Camlane Press 2005
- John Mitchel, James Quinn, Dublin University College Press, 2008.
- John Mitchel: Irish Nationalist, Southern Secessionist, Bryan McGovern, (Knoxville, University of Tennessee, 2009)
- Between Two Flags: John Mitchel & Jenny Verner, Anthony Russell (Dublin, Merion Press, 2015)
- Fanatic Heart, Tom Keneally, Vintage, 2022.